# Oecobius tadzhikus
Oecobius tadzhikus är en spindelart som beskrevs av Jekaterina Michajlovna Andrejeva och Viktor Tysjtjenko 1969. Oecobius tadzhikus ingår i släktet Oecobius och familjen Oecobiidae. Inga underarter finns listade i Catalogue of Life.